# Amphithyrus sculpturatus
Amphithyrus sculpturatus is een vlokreeftensoort uit de familie van de Platyscelidae. De wetenschappelijke naam van de soort is voor het eerst geldig gepubliceerd in 1879 door Claus.